# HD 129116
HD 129116 (b Centauri) – gwiazda w gwiazdozbiorze Centaura. Jest odległa od Słońca o około 540 lat świetlnych. Obiega ją jedna znana planeta pozasłoneczna.

## Charakterystyka
b Centauri to gwiazda podwójna, złożona z dwóch masywnych składników. Większy i jaśniejszy (b Cen A) to błękitna gwiazda ciągu głównego, należąca do typu widmowego B2,5, o temperaturze około 18 000 K. Drugi składnik (b Cen B) objawia swoją obecność przez oddziaływanie grawitacyjne, ale jego charakterystyka nie jest znana. Układ z prawdopodobieństwem 99,8% należy do asocjacji gwiazdowej Górnego Centaura-Wilka, co pozwala ocenić jego wiek na 15 ± 2 miliona lat. Na podstawie wieku ocenia się jego masę na 6–10 mas Słońca.
W 2021 roku poprzez bezpośrednią obserwację odkryto w tym układzie planetę b Centauri b (inaczej b Centauri (AB)b). Planeta jest gazowym olbrzymem o masie ok. 11 razy większej od masy Jowisza. W chwili odkrycia układ b Centauri był najmasywniejszym układem gwiazd ze znaną planetą. Gwiazdy typu B emitują dużo wysokoenergetycznego promieniowania, które może utrudniać powstawanie planet; to odkrycie dowodzi, że mogą one istnieć także w takich systemach. Jest to planeta okołopodwójna, która okrąża obie gwiazdy po bardzo odległej orbicie, stukrotnie dalej niż Jowisz krąży wokół Słońca; jedno okrążenie centralnej pary zajmuje planecie od 2650 do 7170 lat.
| Towarzysz | Masa [ MJ ] | Okres orbitalny [ d ] | Półoś wielka [ au ] | Ekscentryczność |
| b         | 10,9 ± 1,6  | 1 800 000 ± 825 000   | 556 ± 17            | 0,4 +0,0−0,4    |